# Sorkunlu, Digor
Sorkunlu là một xã thuộc huyện Digor, tỉnh Kars, Thổ Nhĩ Kỳ. Dân số thời điểm năm 2010 là 639 người.